# 1312
- Wikisource

| Calendário gregoriano                                                        | 1312 MCCCXII                                          |
| Ab urbe condita                                                              | 2065                                                  |
| Calendário arménio                                                           | 761 – 762                                             |
| Calendário bahá'í                                                            | -532 – -531                                           |
| Calendário budista                                                           | 1856                                                  |
| Calendário chinês                                                            | 4008 – 4009 Início a 8 de fevereiro (aproximadamente) |
| Calendário copta                                                             | 1028 – 1029                                           |
| Calendário etíope                                                            | 1304 – 1305                                           |
| Calendários hindus - Vikram Samvat - Calendário nacional indiano - Cáli Iuga | 1367 – 1368 1233 – 1234 4412 – 4413                   |
| Calendário Holoceno                                                          | 11312                                                 |
| Calendário islâmico                                                          | 712 – 713                                             |
| Calendário judaico                                                           | 5072 – 5073                                           |
| Calendário persa                                                             | 690 – 691                                             |
| Calendário rúnico                                                            | 1562                                                  |
| Calendário solar tailandês                                                   | 1855                                                  |

1312 (MCCCXII, na numeração romana) foi um ano bissexto do Calendário Juliano, da Era de Cristo, e as suas letras dominicais foram  B e A (52 semanas), teve início a um sábado e terminou a um domingo.
| Ano completo                      |
| --------------------------------- |
| Ano bissexto com início ao sábado |

## Eventos
- 6 de Maio - O Concílio de Vienne decide-se pela supressão dos Templários e a não condenação do papa Bonifácio VIII, assim como recolher um dizímo para dar início dentro de seis anos o mais tardar a uma nova cruzada à Terra Santa ou na Península Ibérica. Este foi recolhido mas a referida cruzada é que não aconteceu.

## Nascimentos
- 13 de Agosto - Afonso XI de Castela.
- 13 de Novembro - Eduardo III de Inglaterra.
- Hugo IV de Antoing, Senhor de Antoing, Bélgica.

## Mortes
- Piers Gaveston, favorito e provável amante de Eduardo II de Inglaterra.
- Tocta, cã da Horda de Ouro.